# 鄭莉梅
鄭莉梅（英語：CHENG Camille Lily Mei，1993年5月9日—），香港女子游泳運動員。她是台法混血兒，在香港出生後在北京成長，2015年畢業於柏克萊加州大學心理系，現仍留在美國接受游泳訓練，並於香港中文大學修讀心理學研究生課程。

## 簡歷

### 早年及出道
鄭莉梅在香港出生，父母親分別為台灣人和法國人，家中還有兩個妹妹。母語是法語和英語。小學時期在香港的法國國際學校就讀，直到9歲時因父親要到北京工作，她於是隨家人移居，並在北京的北京順義國際學校唸中學。中學畢業後，她透過電郵自薦加入美國大學泳隊，最後只有柏克萊大學有意讓她加入泳隊，同時讓她入讀該校的心理系。雖然鄭莉梅在香港出生及長大，但其不諳廣東話，懂簡單的普通話，接受香港傳媒訪問時亦以英文對答。

### 仁川亞運摘銅
2014年9月，鄭莉梅代表香港參加南韓仁川舉行的亞運會游泳比賽。她與歐鎧淳、施幸余及何詩蓓合作游出3分39秒94，贏得女子4×100米自由泳接力銅牌，並打破香港紀錄；其後，四人又在女子4×200米自由泳接力決賽游出破香港紀錄的8分04秒55，再摘得一面銅牌。

### 出戰里約奧運會
2015年12月，鄭莉梅出戰在美國華盛頓舉行的全美冬季游泳錦標賽，在200米自由泳決賽中以1分58秒78完成比賽，成績達到奧運A標（標準為1分58秒96），直接取得參加2016年巴西里約熱內盧奧運會的入場券。
2016年5月，鄭莉梅在馬來西亞公開賽中與江忞懿、施幸余和歐鎧淳合作出戰女子4×100米混合泳接力賽，游出4分3秒10的時間，在該項目世界排名第16位，扣除去年12支在世界游泳錦標賽直通奧運的隊伍後排名第4位，取得里約奧運女子4×100米混合泳接力餘下四個參賽席位之一。
鄭莉梅最終於里約奧運參與四個項目，分別是200米自由泳、50米自由泳、100米自由泳及女子4×100米混合泳，為當年香港隊參與最多項目的泳手。

### 印尼亞運摘一銀兩銅
2018年8月23日，鄭莉梅與隊友歐鎧淳、楊珍美及陳健樂代表香港出戰2018年印尼雅加達亞運。鄭莉梅在女子4×100米混合泳接力賽中負責最後一棒的自由泳，最終全隊合計成績為4分3秒15，本來成績是第四名，並未得到獎牌。然而排第二和第三的中國和南韓隊伍被裁判裁定犯規並取消資格，其中中國隊一名隊員搶跳。最終港隊晉升至第二名得銀牌，而新加坡晉升至第三名得銅牌。港隊四女得知此消息後喜極而泣，甚至與新加坡隊員互相擁抱。這同時是香港泳隊自1994年廣島亞運後，24年以來的最佳成績。除4×100米混合泳外，鄭莉梅亦分別於女子4X100米自由泳接力及女子4X200米自由泳接力獲得銅牌。

### 東京奧運
在2020東京奧運達標期内，鄭莉梅先後在100米及200米自由泳達B標，時間僅次於何詩蓓，因而獲選代表香港參加4x100米及4x200米自由泳接力。然而，由於香港隊只有三人達200米自由泳B標，爲了讓何詩蓓更好地準備同日的100米自由泳賽事，游泳隊總教練陳劍虹決定退出4X200米自由泳接力賽。 最後鄭莉梅與隊友譚凱琳、歐鎧淳及何南慧在4x100米自由泳接力合力造出3分43秒52，以第十五名完成賽事。。

## 游泳紀錄
鄭莉梅共7次打破香港游泳紀錄, 現保持4項香港游泳紀錄（曾保持5項）：
|                |          | 項目                                                                 | 時間     | 比賽日期      |
| 香港紀錄       | 香港紀錄 | 香港紀錄                                                             | 香港紀錄 | 香港紀錄      |
| -------------- | -------- | -------------------------------------------------------------------- | -------- | ------------- |
| 1              | 長池     | 4×100米自由泳接力 （香港隊－鄭莉梅、歐鎧淳、施幸余、何詩蓓）         | 3:39.94  | 2014年9月21日 |
| 2              | 長池     | 4×200米自由泳接力 （香港隊－鄭莉梅、歐鎧淳、施幸余、何詩蓓）         | 8:04.55  | 2014年9月23日 |
| 3              | 長池     | 男女混合4×100米混合泳接力 （香港隊－歐鎧淳、杜敬謙、林昭光、鄭莉梅） | 3:50.22  | 2018年8月22日 |
| 4              | 長池     | 男女混合4×100米自由泳接力 （香港隊－林昭光、何甄陶、譚凱琳、鄭莉梅） | 3:32.55  | 2019年7月27日 |
| 曾保持香港紀錄 |          |                                                                      |          |               |
| 1              | 長池     | 200米自由泳                                                          | 1:58.99  | 2014年8月21日 |

## 私生活
- 鄭莉梅的男友同樣是柏克萊大學游泳隊的成員[24]。